# Поліпрагмазія
Під назвою поліпрагмазія (грец. poly — багато, pragma — предмет) або поліфармакотерапія передбачає одночасне використання декількох медичних препаратів (лікарських процедур) проти кількох видів захворювання. Часто бажання лікаря призначити хворому декілька видів препаратів пов'язане з ураженням декількох органів або їх систем.
У 2017 році Всесвітня організація охорони здоров'я (ВООЗ) визначила поліпрагмазію як одночасне використання 4 або більше лікарських засобів (не стосується випадків тяжкого стану хворого, що знаходиться в реанімаційному відділенні).

## Історія
Вперше термін поліпрагмазія з'явився в англомовній літературі приблизно в середині 1950-х років. Під цим терміном розуміли довгі медичні методи з використанням сумішей активних інгредієнтів з наявністю коригувальних речовин, ад'ювантів та транспортних засобів. Вільям Ослер використував цей термін на початку 20-го століття. Він писав: «Боротьба проти поліпрагмазії або використанням великої кількості ліків (про які ми мало знаємо, але які вводимо в організм, не розуміючи як вони працюють), ще не завершена.»

## Розвиток
Частота випадків поліпрагмазії зростає у всьому світі, навіть у країнах, що розвиваються. Це пов'язано, з одного боку, зі збільшенням тривалості життя, а з іншого — зі збільшенням кількості людей, що мають доступ до тих чи інших препаратів. В індустріальних країнах поширеність мультимедіа становить від 25 до 80 %, залежно від регіону, що вивчається, та сектору охорони здоров'я. Згідно з опитуванням у 2008—2011 роках, рівень поліпрагмазії (призначенням ≥ 5 препаратів) у Німеччині становив 13,6 % для дорослих жінок, та 9,9 % для чоловіків (71,8 % прийнятих препаратів були призначені лікарем, 27,7 % — шляхом самолікування. Особливу проблемну групу людей представляють собою люди похилого віку в будинках престарілих. Згідно з опитуванням австралійських будинків престарілих (2013 року), середня кількість препаратів, які приймали пенсіонери, становила 9 препаратів, при цьому 72,4 % мали принаймні один невідповідний препарат. Внаслідок вікових особливостей фармакокінетики ризик розвитку побічних реакцій у людей похилого віку є у декілька разів вищий, ніж у молодих. Часто люди похилого віку госпіталізуються з тієї причини, що викликає необхідність зниження доз, а також повна відмова від препарату, що використовувався. У Німеччині, пенсіонерам, старшим за 60 років, призначають більше половини всіх ліків, що відпускаються за рецептом, в середньому близько трьох-чотирьох препаратів. Правильно підібрані медикаменти можуть надати необхідну підтримку, враховуюючи індивідуальні ризики кожного пацієнта окремо. Геріатричні методи, такі як оцінка та послідовне використання нефармакологічних методів лікування, також є новаторською в загальній практиці.

## Проблеми
Поліпрагмазія пов'язана з різноманітними проблемами та побічними наслідками, що можуть спричиняти препарати. До них входять такі побічні ефекти, як кровотеча, обстеження та лікування, яких можна було б запобігти, незапланована госпіталізація та смерть. Існує лінійна залежність між кількістю прийнятих препаратів та частотою проблем, які були пов'язані з прийманням цих препаратів.
З метою підвищення безпеки медикаментозної терапії існують численні методи для оптимізації фармакотерапії. Лікарям і пацієнтам, очевидно, важко припинити прийом препаратів, навіть при досяганні максимальної користі. Доведено, що це стосується антигіпертензивних та протидіабетичних препаратів, а також інгібіторів протонної помпи та багатьох психотропних препаратів. Для багатьох препаратів існує додатковий бар'єр, який важко подолати, наприклад через симптоми абстинентного синдрому та при необхідності контрольованого зменшення доз. Тому до цих препаратів все частіше розробляють спеціальні настанови, при поступовій відмові. Відповідальність несуть також автори медичних рекомендацій. Вони повинні не лише давати рекомендації щодо активізації, а й щодо деінтенсифікації медичних заходів.
Для уникнення можливих проблем, спричинених поліпрагмазією, необхідна співпраця між пацієнтом та лікарем, заснована на довірі. Лікар загальної практики є, мабуть, ключовим елементом для відпускання ліків по рецепту. Вони призначають >85 % ліків, що випускаються за рецептом, і мають найтісніший і найтриваліший контакт з пацієнтом. Однак існує ряд невизначеностей для лікарів загальної практики. Наприклад, перший рецепт ліків часто роблять без консультації з ними та спеціалістами.
Раціональним підходом до лікування захворювання є патогенетична терапія, тобто вплив на саму причину захворювання або на патофізіологічні механізми, що можуть лежати в основі розвитку тієї чи іншої хвороби. В цьому випадку призначення тільки одного патогенетично обґрунтованого лікарського засобу може позбавити хворого від проявів хвороби, що в свою чергу зменшує необхідність призначення декількох видів ліків.

## Відмова від поліпрагмазії
Немає доказів того, що припинення лікування є корисним. До цього висновку дійшов Тім Йоганссен (англ. Tim Johanseen) в 2016 р. Під його наглядом проводились 25 контрольованих досліджень із понад 10 000 пацієнтів віком від 65 років. Втручання відбувались в загальній практиці, в лікарнях або будинках престарілих, з участю лікарів загальної практики та клінічних фармацевтів. Експеримент показав, що широкі та складні втручання можуть переважно поліпшити якість рецептів виписаних ліків, але не кількість призначених препаратів, Крім того, не було виявлено зменшення кількості госпіталізації та смертності. Кілька років тому спеціалісти з Cochrane прийшли до подібних висновків.
Причинами цих невтішних результатів може бути те, що багато втручань не були безперервними, а були обмеженими в часі. У багатьох дослідженнях кількість пацієнтів була занадто малою, щоб можна було розпізнати статистично значущі відмінності, і спостереження часто проводилось лише на короткий час. Оскільки лише 5–6 % усіх помилок у лікуванні взагалі призводять до клінічних результатів, такі дослідження з великою кількістю пацієнтів повинні плануватися, щоб мати можливість продемонструвати надійність досліду. У жодному з досліджень не було фіктивних втручань у контрольній групі, напр. у формі очевидного зменшення кількості таблеток, одночасно підтримуючи кількість активного інгредієнта, як варіант, використовуючи препарати з повільним вивільненням або комбіновані препарати. Однак цей аспект може бути дуже важливим, оскільки будь-яке втручання в ліки може спричинити явища відміни або психологічну залежність у пацієнта, що може призвести як мінімум до тимчасового погіршення стану здоров'я.
Тому важко відмовитись від звичних препаратів, і співвідношення ризику та вигоди досі незрозуміле. Цього року чекають результатів дослідження  PRIMA-eDS, проведеного за участю 325 лікарів загальної практики та понад 3500 пацієнтів похилого віку з принаймні вісьмома препаратами. Втручання проходило із лікарями загальної практики, вони отримали електронний «інструмент підтримки прийняття рішень», який повинен допомогти їм вибрати або скасувати вибір ліків. Період спостереження — два роки; основна кінцева точка — це сукупність першої незапланованого госпіталізації та смерті.